# Museo Arqueológico de Mistrá
El Museo Arqueológico de Mistrá es uno de los museos de Grecia. Se encuentra en el sitio arqueológico de Mistrá, en la región de Laconia.
Una primera colección arqueológica que contenía principalmente elementos arquitectónicos esculpidos de los templos de Mistrá fue organizada a finales del siglo XIX por el francés Gabriel Millet, bizantinista. En años posteriores se enriqueció esta colección con objetos procedentes de diferentes excavaciones y en 1952 se fundó oficialmente el museo arqueológico, donde además de trasladaron obras de la época bizantina que estaban expuestas en el Museo Arqueológico de Esparta. En 2001 se reorganizó la exposición.
El museo contiene una colección de objetos mediante la que expone las relaciones del Imperio Bizantino con Europa Occidental en aspectos tales como la política, la sociedad, la vida cotidiana, las prácticas religiosas y el arte.
Algunos de los objetos expuestos son una placa de mármol del siglo XIV con una representación de Alejandro Magno, y un conjunto de vestidos de una mujer que probablemente pertenecía a la realeza, del siglo XV.

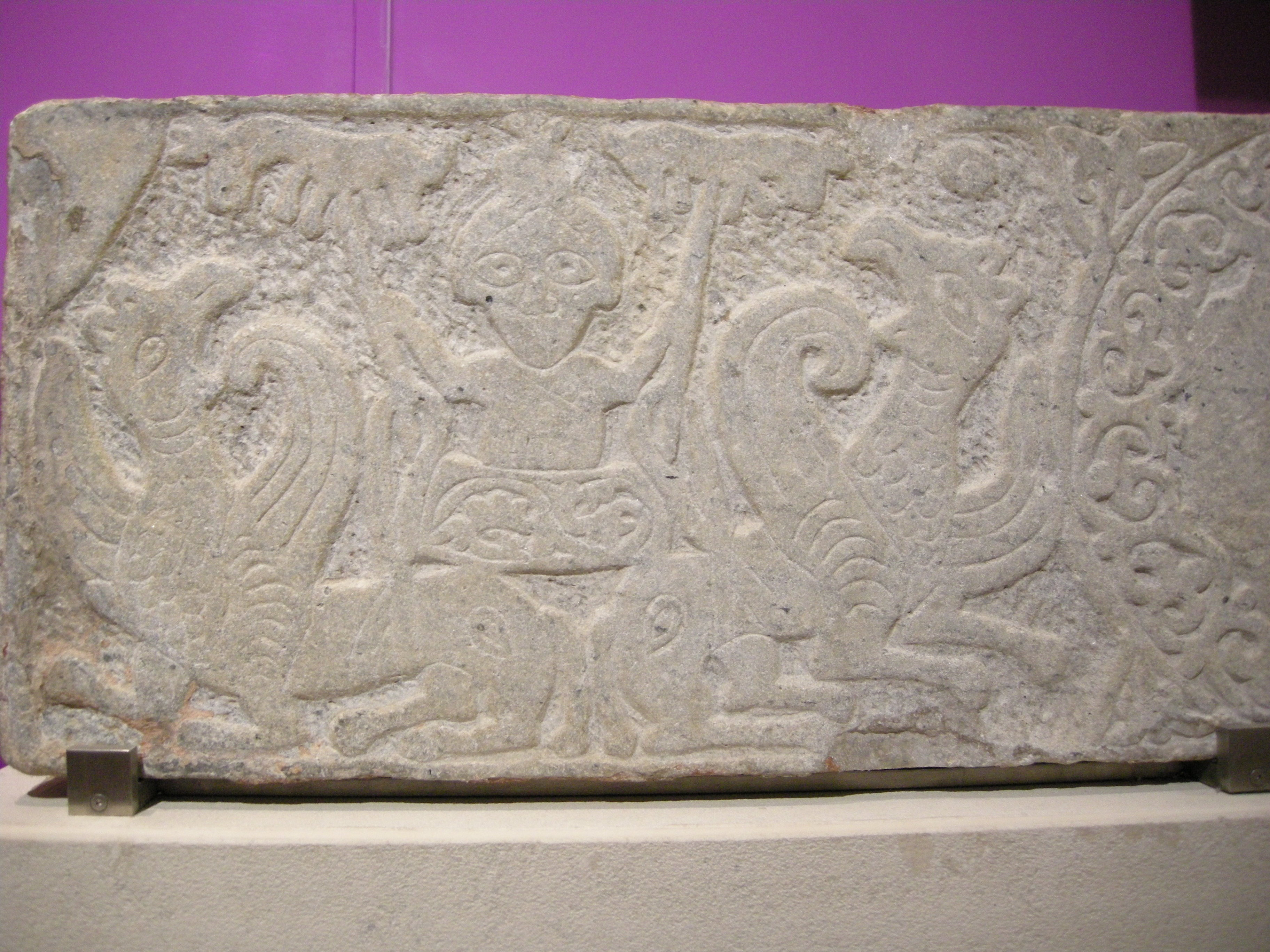
Relieve de la ascensión de Alejandro Magno, del siglo XIV.
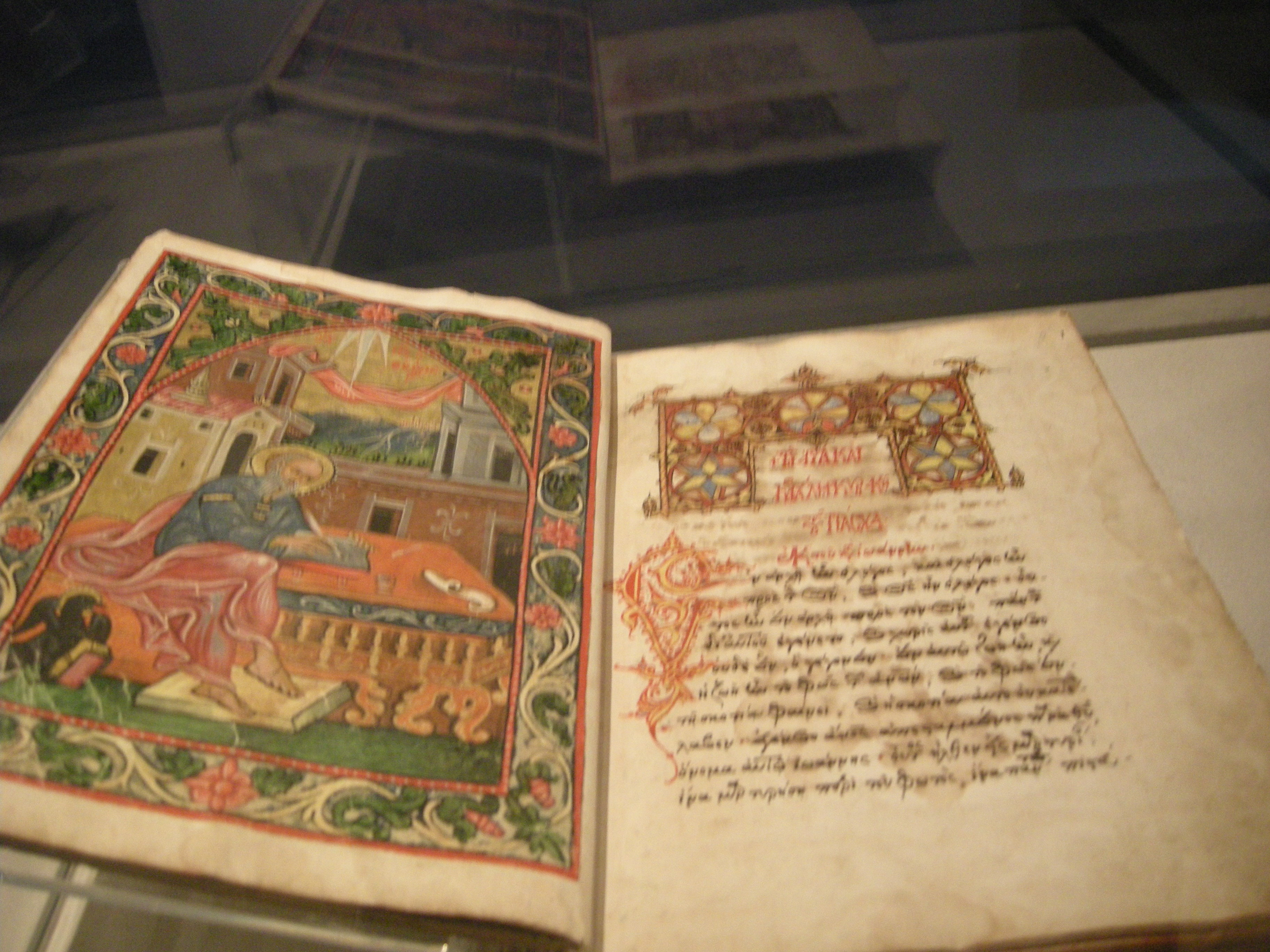
Códice manuscrito.
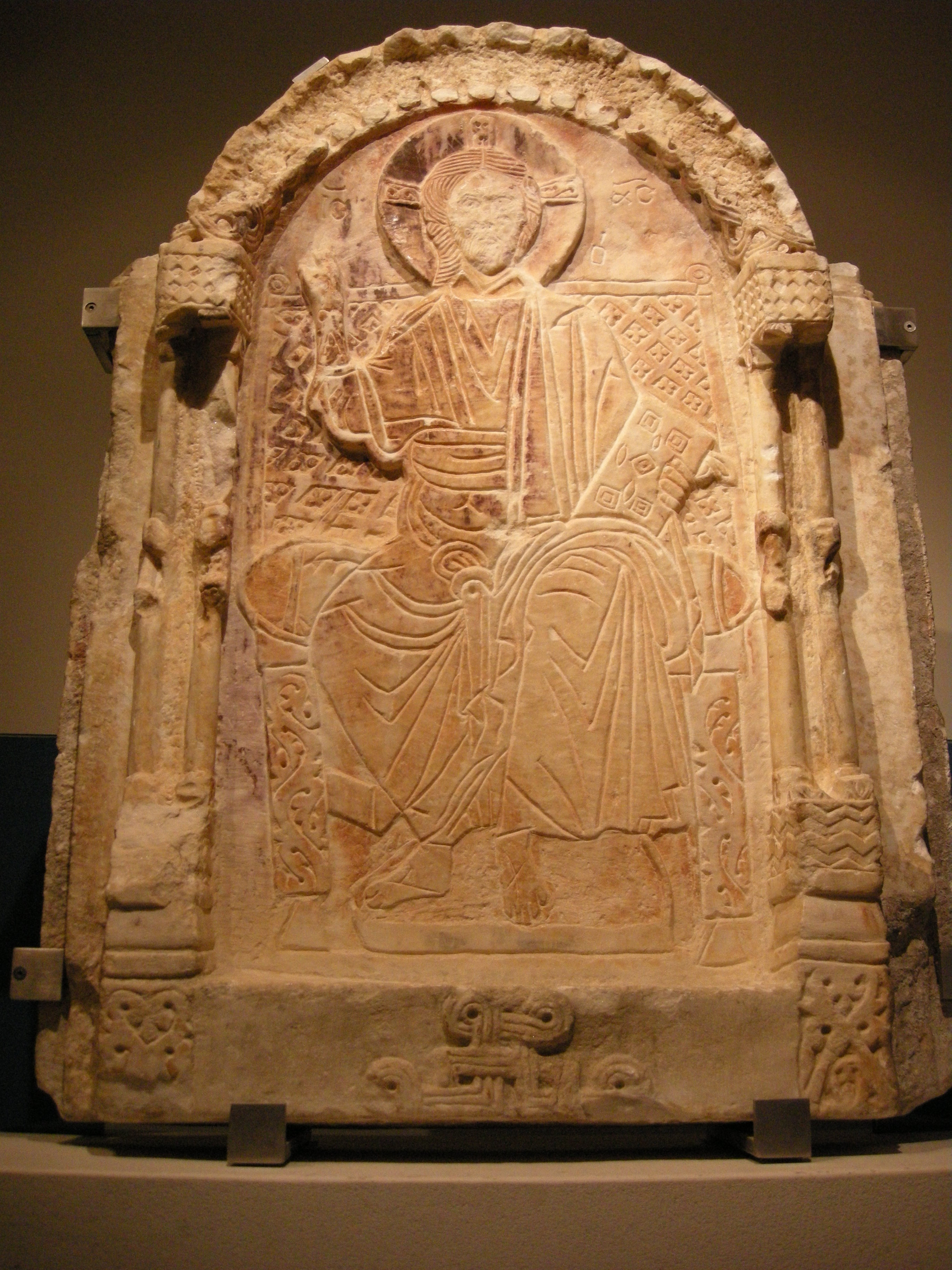
Relieve de la segunda mitad del siglo XIV con la representación de Cristo entronizado.
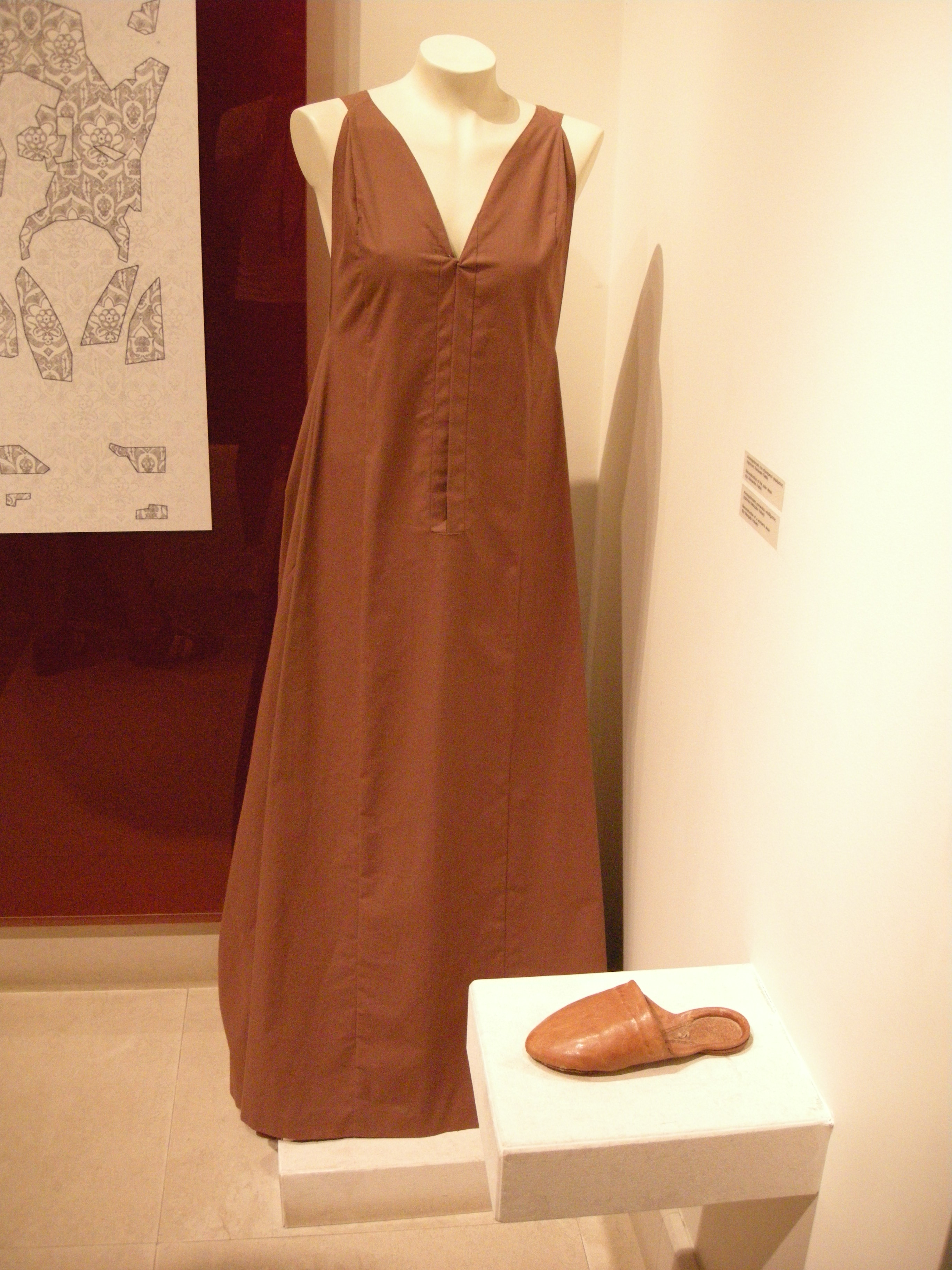
Reconstrucción del vestido femenino de una momia del siglo XV.